# Josip Pivarić
Josip Pivarić (ur. 30 stycznia 1989 w Zagrzebiu) – chorwacki piłkarz grający na pozycji obrońcy w Dynama Kijów.

## Kariera klubowa
Karierę rozpoczął w 2004 w Dinamie. W 2008 został włączony do pierwszego składu tego klubu, ale szybko został wypożyczony do Lokomotivy Zagrzeb. W 2012 wrócił do Dinama. 8 sierpnia 2017 przeszedł do Dynama Kijów. 1 października 2020 kontrakt za obopólną zgodą został rozwiązany i piłkarz wrócił do Lokomotivy Zagrzeb.

## Kariera reprezentacyjna
W reprezentacji Chorwacji zadebiutował 14 sierpnia 2013 w meczu z Liechtensteinem.

## Życie prywatne
Ma żonę Božicę.

## Odznaczenia
- Order Księcia Branimira (2018)[5]